# Onderzoeksinstituut
Een onderzoeksinstituut is een organisatie gericht op de ontwikkeling van wetenschap, de uitvoering van wetenschappelijk onderzoek, of beide. Zo'n organisatie wordt ook wel aangeduid als centrum, expertisecentrum, kenniscentrum, kennisinstituut, onderzoekscentrum, instituut, research instelling en allerlei Engelstalige varianten.  

## Algemeen
Een onderzoeksinstituut is in de regel een organisatie van wetenschappers, wetenschappelijke medewerkers en administratief personeel. De grootte van zo'n instituut kan verschillen van enkele tot honderden medewerkers. Het onderzoeksgebied met de doelen, wegen en middelen wordt vastgelegd in het beleid van het instituut. Sommige instituten zijn opgezet rond een onderzoeksprogramma. 
Veel onderzoekinstituten zijn in de afgelopen decennia voortgekomen uit het onderzoek aan de universiteiten, en hiermee nog nauw verbonden gebleven. Rond elke universiteit bestaan tegenwoordig tientallen instituten. Hiernaast zijn in Nederland vele instituten verbonden aan NWO: Nederlandse organisatie voor Wetenschappelijk Onderzoek of de KNAW: Koninklijke Nederlandse Akademie van Wetenschappen.
De KNAW beheert een portal, Narcis geheten, met wetenschappelijke onderzoekinformatie. Hierin staat een overzicht van wetenschappelijke onderzoekinstituten in Nederland.

## De historie
De traditie van de organisatie en de uitvoeren van wetenschappelijke experimenten en  onderzoek stamt uit de 17e eeuw. Voordien werd wetenschap vooral ontwikkeld aan de universiteiten met bronnenonderzoek en debatten. Vanaf de 17e eeuw werden voor de uitvoering van natuurkundig en medisch onderzoek laboratoria opgericht door vaklieden, universiteiten of ziekenhuizen. Vanaf de 18e eeuw werd dit ook een hobby van de gegoede burgerij. En in de 19e eeuw ontstonden onderzoekscentra bij opkomende grotere bedrijven. 
In de 20e eeuw is veel onderzoek gecentreerd rond de universiteiten. Elke professor organiseerde onderzoek in zijn of haar eigen vakgroep, met enige medewerkers en promovendi. De omvang van deze onderzoeksgroepen was beperkt. Halverwege de jaren 1980 is het wetenschappelijk onderzoek (in Nederland) naar Amerikaans model gereorganiseerd in de zogeheten onderzoekinstituten.